# Pedro Soma
Pour les articles homonymes, voir Soma.
Pedro Soma, né le 30 juin 2006 à Coconut Creek, est un joueur américain de soccer jouant au poste de milieu de terrain au  Barça Atlètic, en prêt de l'UE Cornellà, en troisième division espagnole.

## Biographie

### Carrière en club
Né à Coconut Creek en Floride, aux États-Unis, Pedro Soma est formé à l'UE Cornellà, club de troisième division espagnole où il commence sa carrière senior,,.
Il joue son premier match avec l'équipe première du club le 20 août 2022, à l'occasion d'une rencontre de Coupe de Catalogne contre le CF Badalona. Il est titulaire et son équipe s'incline 3-1,,.
Il est alors évoqué comme un des joueurs américains les plus prometteurs de sa génération,.

### Carrière en sélection
En mars 2022, Pedro Soma est appelé pour la première fois avec l'équipe des États-Unis des moins de 17 ans. Possédant la double nationalité brésilo-américaine, il est également éligible avec le Brésil, sans toutefois connaitre de convocation dans ses équipes de jeunes.
Il est ensuite convoqué avec les moins de 17 ans pour participer au Championnat d'Amérique du Nord, centrale et Caraïbe des moins de 17 ans qui a lieu en février 2023,,.
Lors de la compétition, il est régulièrement titulaire, étant même à deux reprises capitaine contre la Trinité-et-Tobago en match de poule, puis contre la République dominicaine en huitième de finale,.
Les États-Unis atteignent la finale après leur victoire face au Canada (2-0). Lors de la dernière rencontre, ils s'inclinent face au Mexique (3-1), Pedro Soma, titulaire, marquant le seul but de son équipe,,.

## Palmarès
États-Unis -17 ans
- Championnat d'Amérique du Nord, centrale et Caraïbe
  - Finaliste en 2023